# 阿兰日
阿兰日（法語：Allinges，法語發音：[alɛ̃ʒ]）是法国上萨瓦省的一个市镇，属于托农莱班区。

## 地理
阿兰日（46°20'6"N, 6°27'48"E）面积15.01 平方千米，位于法国奥弗涅-罗讷-阿尔卑斯大区上萨瓦省，该省份为法国东部省份，历史上为薩伏依的一部分，北与瑞士接壤，西接安省，南至萨瓦省，东与瑞士和意大利接壤。
与阿兰日接壤的市镇（或旧市镇、城区）包括：莱芒湖畔昂蒂、阿尔穆瓦、德拉扬、马尔让塞勒、奥尔西耶、佩里涅、托农莱班。

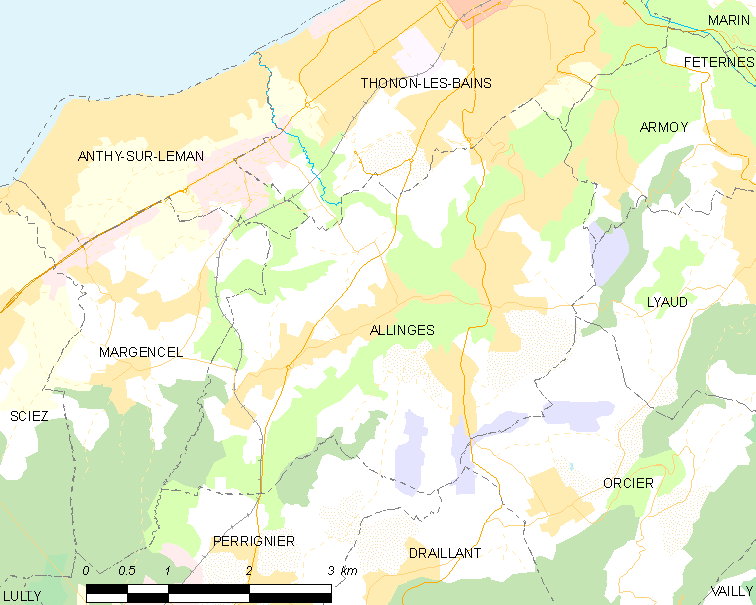
阿兰日的OSM定位图

阿兰日的时区为UTC+01:00、UTC+02:00（夏令时）。

## 行政
阿兰日的邮政编码为74200，INSEE市镇编码为74005。

## 政治
阿兰日所属的省级选区为托农莱班县。

## 人口

1962-2008年间阿兰日人口变化图示

阿兰日于2022年1月1日时的人口数量为4938人。